# شومپرک
شومپــِرک (به چکی: Šumperk)؛ به آلمانی: Mährisch Schönberg) شهری منطقه اولوموتس  در جمهوری چک است که حدود ۲۵٬۰۰۰ نفر جمعیت دارد. این شهر یک مرکز صنعتی به‌شمار می‌رود، اما در عین حال آثار تاریخی و معماری ارزشمندی را نیز در خود جای داده است. مرکز تاریخی شومپرک به‌خوبی حفظ شده و به‌عنوان یک ناحیهٔ یادمانی شهری تحت حفاظت قرار دارد..

## ریشه‌شناسی
نام اصلی آلمانی این شهر از عبارت Schön Berg به‌معنای «تپهٔ زیبا» گرفته شده و بعدها با صفت «موراویا» (Mährisch) متمایز شد. نام چکی «Šumperk» از دگرگونی آوایی مستقیم نام آلمانی آن به‌دست آمده‌است.
پس از جنگ جهانی دوم و اخراج آلمانی‌ها از چکسلواکی، پیشنهادهایی برای تغییر نام شهر به اسامی اصیل چکی مطرح شد. این پیشنهادها شامل ترجمه‌هایی مانند «Krásná Hora» (تپهٔ زیبا)، «Krásov» و «Krásno nad Děsnou» یا نام‌هایی کاملاً متفاوت مانند «Svobodov»، «Velenov»، «Lnářov» و «Přadlenov» بودند. با این حال، نام شومپرک حفظ شد.

## جغرافیا
شومپرک حدود ۴۵ کیلومتری شمال اولوموتس واقع شده و کاملاً در بلندی‌های هانوشوویتسه قرار دارد. نزدیکی آن به کوهستان خروبی یه‌سِنی‌ک باعث شده که لقب «دروازهٔ یه‌سِنی‌ک» را بگیرد. بلندترین نقطهٔ محدودهٔ شهری، قلهٔ «اوهاژوف کامن» با ارتفاع ۶۸۹ متر است.
شهر در کنار نهر «براتروشوفسکی» واقع شده که به رود دسنا (شاخهٔ موراوای علیا) می‌ریزد و مرز جنوبی منطقهٔ شهری را تشکیل می‌دهد.

## تاریخ

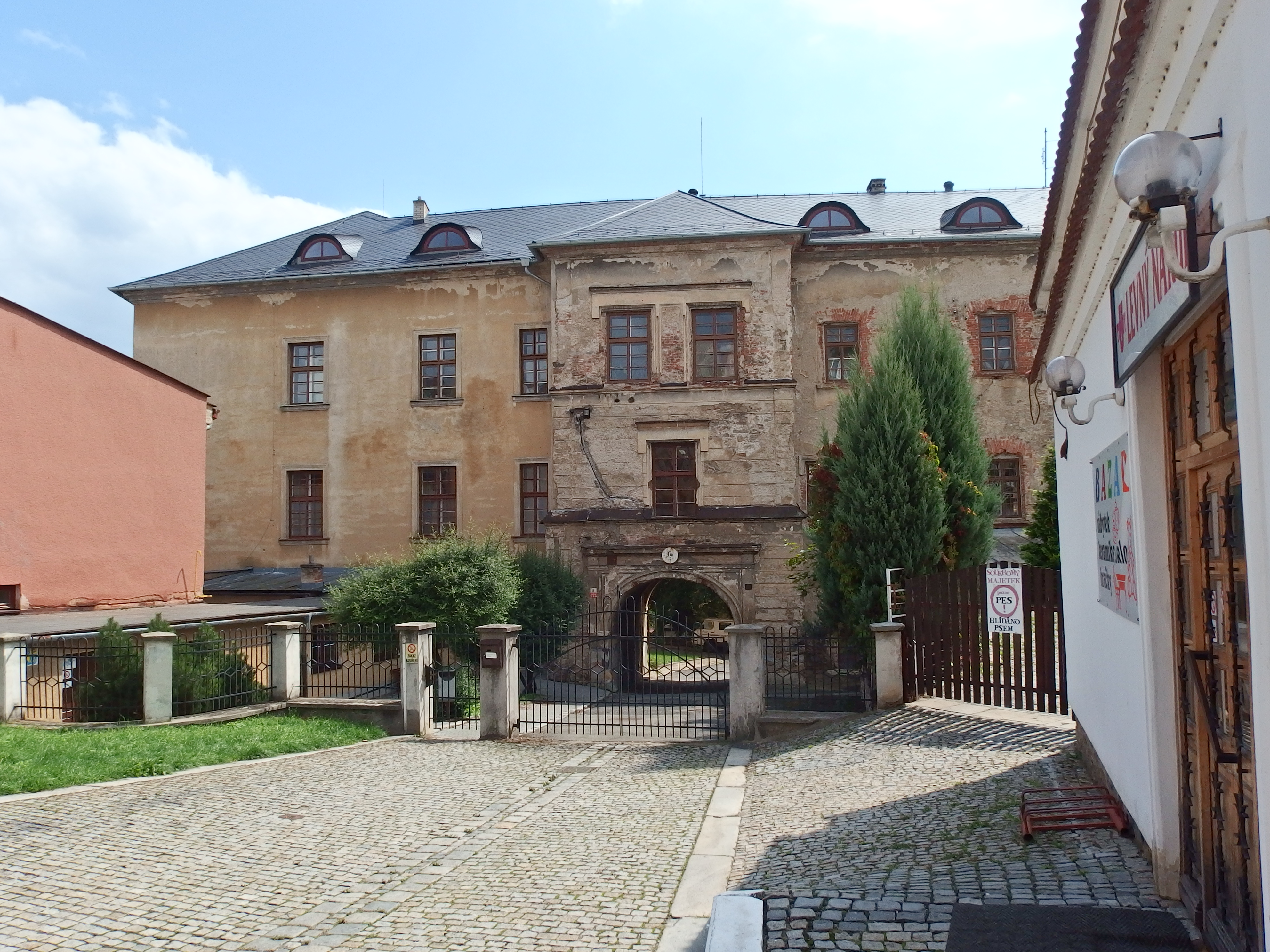
قلعهٔ شومپرک، امروزه دبیرستان

### قرون ۱۳ تا ۱۶
شومپرک احتمالاً در نیمهٔ دوم قرن ۱۳ توسط مهاجران آلمانی از سیلزی بنیان‌گذاری شد. این شهر به‌دلیل داشتن ذخایر فلزهای گران‌بها به‌سرعت رونق گرفت و به مرغزار موراویا تعلق داشت. نخستین اشارهٔ مکتوب به شومپرک به سال ۱۲۸۱ برمی‌گردد. در ۱۲۹۷، یک صومعهٔ دومینیکن در شهر تأسیس شد.
در ۱۳۴۰، کارل چهارم شومپرک را به خاندان لیپا واگذار کرد، اما در ۱۳۵۲ آن را بازپس گرفت. در ۱۳۹۱، یوست موراویا به شهر حقوق ماگدبورگ اعطا کرد، از جمله حق «یک مایل» که انحصار تولید و تجارت در شعاع ۷٫۵ کیلومتری را تضمین می‌کرد. همچنین حق آبجوسازی به شهروندان داده شد.
در جنگ‌های هوسی، شومپرک به‌دلیل تسلط اشراف کاتولیک، با اصلاحات هوسی مخالفت کرد. در سپتامبر ۱۴۲۴، ارتش هوسی وارد موراویا شمالی شد و با گشودن دروازه‌ها توسط هم‌فکران هوسی، شومپرک نیز تسخیر شد. در ۱۴۹۰، نشست نمایندگان بوهم و موراویا در شومپرک، از نامزدی ولادیسلاو دوم برای تاج‌وتخت پشتیبانی کرد. در ۱۴۹۶، شهر توسط خاندان زیروتین خریداری شد.

### قرون ۱۶ تا ۱۷
در ۱۵۰۷، خاندان زیروتین رسماً مالک شومپرک شدند. در قرن ۱۶ که نسبتاً آرام بود، با رونق صنعت نساجی، شهر توانست خود را از رعیت‌بودن آزاد کند و در ۱۵۶۲ مستقیماً زیر نظر پادشاه بوهم قرار گرفت. اما در نیمهٔ دوم قرن، سه همه‌گیری طاعون و سیل‌های شدید شهر را گرفتار کردند.
در ۱۶۲۲، به‌دلیل شرکت در شورش بوهم، امتیازات شهر لغو شد و به خاندان لیختن‌اشتاین واگذار شد. میان سال‌های ۱۶۴۲ تا ۱۶۴۶، شومپرک چند بار توسط ارتش سوئد اشغال و غارت شد. در ۱۶۶۹، آتش‌سوزی بزرگی رخ داد که شهر را به‌کلی ویران کرد. در پایان قرن ۱۷، بازسازی شد.
بین سال‌های ۱۶۷۹ تا ۱۶۹۳، ۲۵ نفر از ساکنان شهر در محاکمات جادوگری در موراویا شمالی اعدام شدند.

### قرون ۱۸ تا ۱۹

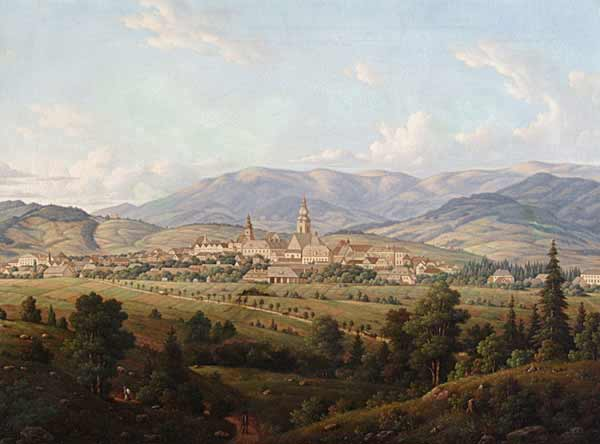
نمایی از شومپرک در سال ۱۸۶۴

در ۱۷۸۵، یوهان ارنست کلاپروت از وین نخستین کارخانهٔ مخمل در امپراتوری هابسبورگ را در شومپرک بنیان نهاد. تا قرن ۱۹، تعداد کارخانه‌ها افزایش یافت و شومپرک به مرکز کتان و ابریشم در موراویا تبدیل شد. در ۱۸۴۲، کارخانهٔ نخ‌ریسی تأسیس شد. همچنین کارخانه‌های چدن‌ریزی، کاشی‌سازی، نفت معدنی، ابزار بافندگی، اره‌بری، چرم‌سازی، مقواسازی، کشتارگاه، نیروگاه و گازرسانی فعالیت داشتند.
در ۱۸۷۱، خط راه‌آهن شومپرک به زابژه راه‌اندازی شد.
با گسترش صنعت، شهر چهره‌ای تازه یافت. معماران مشهور وینی به ساخت ویلاها و ساختمان‌های شهری دعوت شدند. به‌دلیل شباهت معماری آن با وین، به شومپرک لقب «وین کوچک» داده شد.

### قرن ۲۰

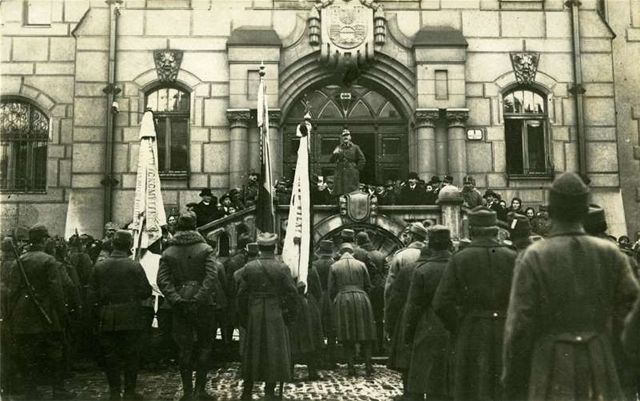
ورود ارتش چکسلواکی به شومپرک، دسامبر ۱۹۱۸

پس از جنگ جهانی اول، آلمانی‌تباران منطقه، از جمله شهردار شومپرک «گوستاو اوبرلایتنر»، خواهان پیوستن به جمهوری آلمان-اتریش شدند، اما چک‌ها با اتکا به حقوق دولت بوهم، خواهان یکپارچگی با چکسلواکی بودند. در دسامبر ۱۹۱۸، شومپرک با تهدید نظامی تسلیم شد.
در پی پیمان مونیخ در ۱۹۳۸، شهر توسط ورماخت اشغال و به رایشسگاو سودتنلند پیوست. خانواده‌های چک مجبور به ترک شدند. اشغال نازی و جنگ جهانی دوم اقتصاد را متوقف و خسارات زیادی وارد کرد.
پس از جنگ، جمعیت آلمانی‌تبار اخراج و با چک‌ها جایگزین شد. در ۲۱ اوت ۱۹۶۸، شهر توسط ارتش خلق لهستان و سپس ارتش سرخ اشغال شد. یان زایتس، دانش‌آموز مدرسه صنعتی شومپرک، با خودسوزی علیه اشغال شوروی اعتراض کرد.

## اقتصاد

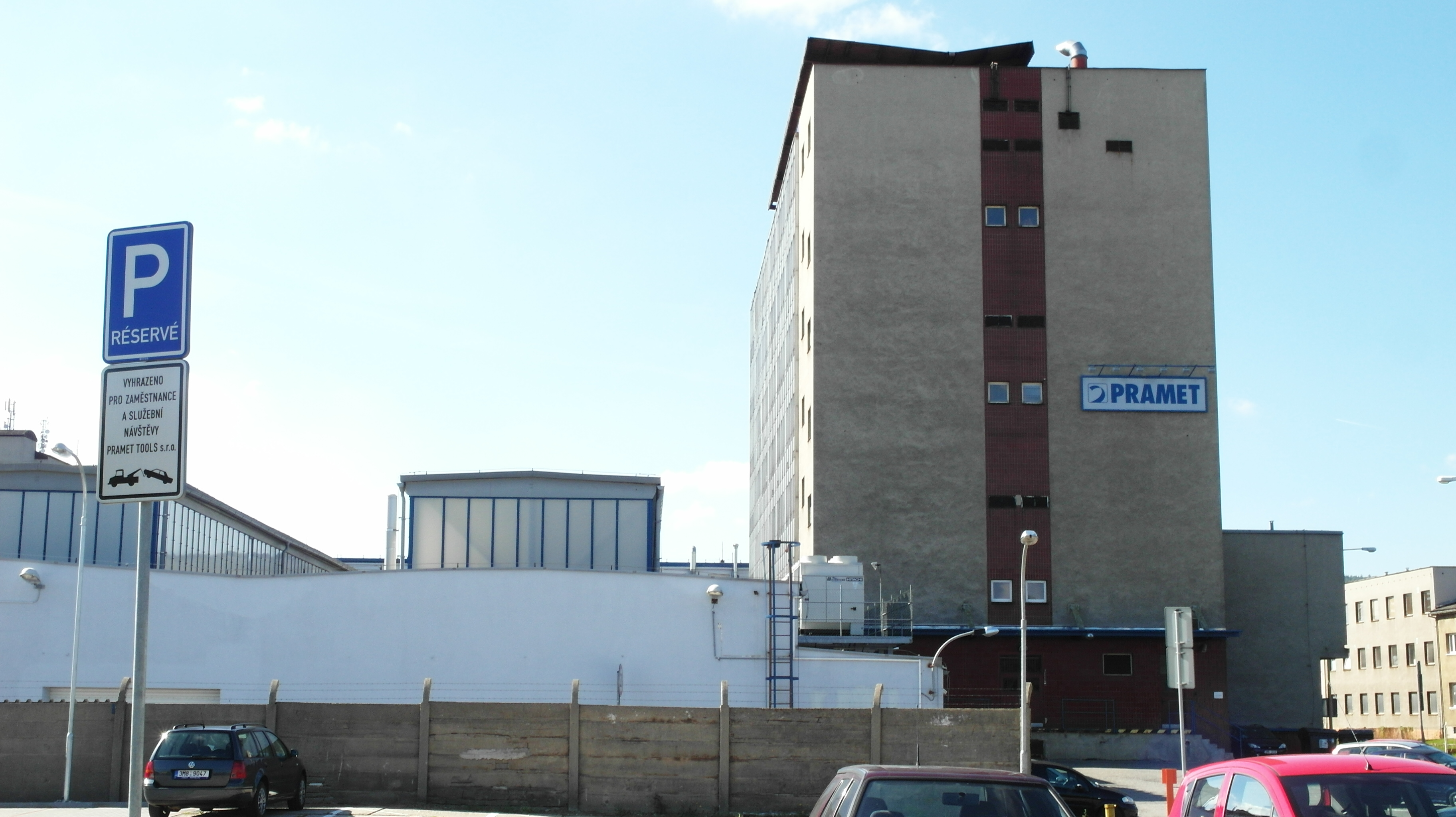
کارخانه پرامت

شومپرک تا دههٔ ۱۹۹۰ مرکز صنعت ابریشم در چک بود. شرکت دولتی «هدوا» آخرین تولیدکنندهٔ ابریشم در شهر بود که در ۱۹۹۸ بسته شد و در ۲۰۱۹ با توقف تولید نخ، صنعت نساجی شهر پایان یافت.
امروزه، شومپرک همچنان صنعتی است. شرکت TDK الکترونیک بزرگ‌ترین کارفرمای صنعتی شهر است که فریت برای خودرو تولید می‌کند. همچنین شرکت Dormer Pramet (تولید ابزار برش) و اشکودا پارس (بازسازی قطار و تراموا) در شهر فعال هستند.
بزرگ‌ترین کارفرمای غیرصنعتی، بیمارستان شومپرک است.

## ترابری
شومپرک ایستگاه پایانی خط‌آهن به سمت اولوموتس است که به برنو و ویشکوف ادامه دارد.

## فرهنگ

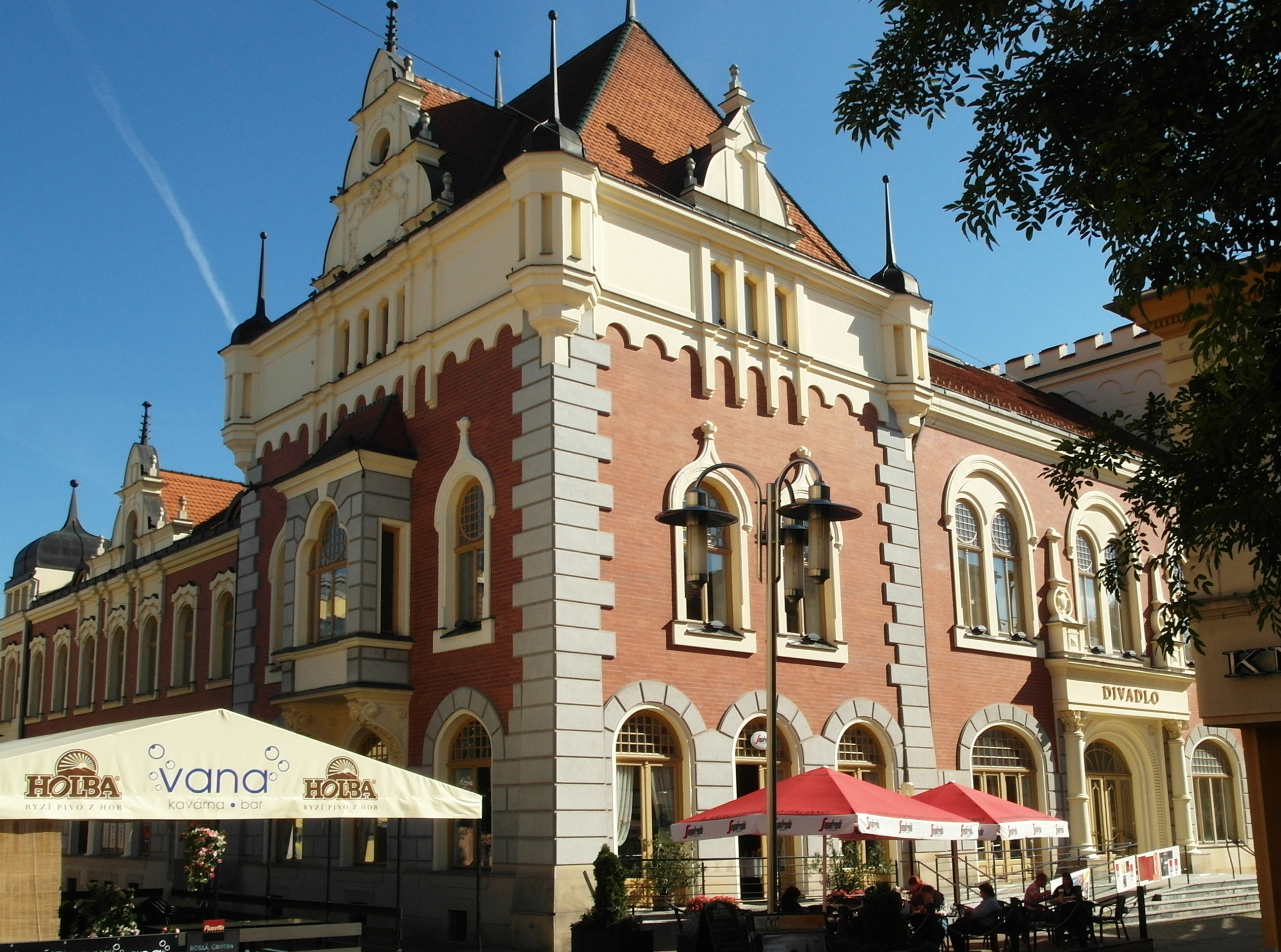
تئاتر موراویا شمالی

نهادهای فرهنگی شامل سینما، تئاتر موراویا شمالی، موزهٔ منطقه‌ای و کتابخانهٔ شهر است.

### جشنواره‌های سالانه:
- «بلوز زنده» – بزرگ‌ترین جشنواره بین‌المللی بلوز در اروپای مرکزی (از ۱۹۹۶)
- «جشن شهر شومپرک» – جشن تاریخی (از ۱۹۹۸)
- «شهر کتاب می‌خواند» – جشنوارهٔ ادبی و سینمایی (از ۲۰۰۵)
- «جشن موسیقی صومعه» – کنسرت‌های موسیقی کلاسیک (از ۲۰۰۷)
- «تئاتر در پارک» – جشنوارهٔ تئاتر
- «جشنواره بین‌المللی فولکلور» – رژه گروه‌های محلی از سراسر جهان

## ورزش
باشگاه هاکی روی یخ «دراسی شومپرک» در دستهٔ سوم چک بازی می‌کند.
باشگاه فوتبال «اف‌کا شومپرک» در لیگ دسته چهارم است.

## دیدنی‌ها

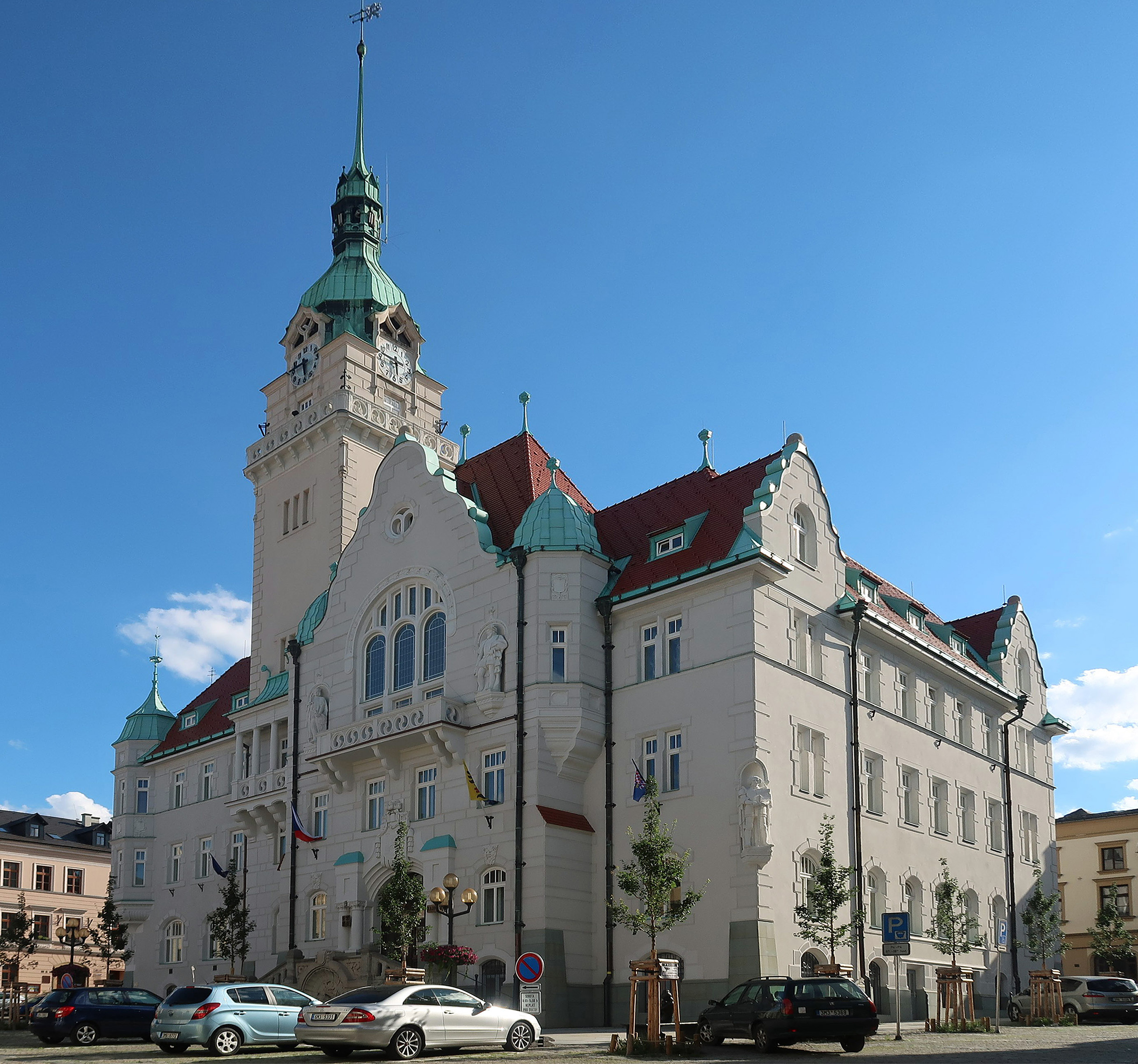
تالار شهر

از اواخر قرن ۱۹ تا میانهٔ قرن ۲۰، بناهایی با سبک‌های نئوکلاسیک، نئورنسانس و سپس کارکردگرایی ساخته شدند. تالار شهر (۱۹۰۹–۱۹۱۱) یکی از شاخص‌ترین بناهاست.
دور پاولینا، عمارت نوسازی‌شده در ۱۸۷۶، اکنون موزهٔ منطقه‌ای است. کتابخانهٔ شهر (ساخته‌شده در ۱۸۹۴)، مدرسهٔ آلمانی سابق (۱۸۹۷)، و ساختمان تئاتر نئورمانتیک (۱۹۰۱–۱۹۰۲) از دیگر آثارند.
ساختمان‌های مدرن شامل هتل گرند (۱۹۳۲) و خانهٔ اوتوکار کاتزر (۱۹۳۰) هستند.
کلیسای سابق بشارت مریم، بقایای صومعه دومینیکن است که پس از آتش‌سوزی ۱۷۸۴، به سبک باروک بازسازی شد و اکنون کاربری فرهنگی دارد. ساختمان صومعه امروزه مدرسهٔ پزشکی است.
خانهٔ «گشادر»، امروزه «خانهٔ دیدار اروپایی»، یکی از قدیمی‌ترین خانه‌ها با نمایشگاه دائمی محاکمات جادوگری در زیرزمین گوتیک است.
کلیساهای سنت جان، سنت باربارا و بقایای دیوارهای قدیمی شهر نیز دیدنی‌اند.

## افراد برجسته
لئو سلزاک – خواننده تنور (۱۸۷۳–۱۹۴۶)
گردا فرومل – پیکرتراش آلمانی-ایرلندی (۱۹۳۱–۱۹۷۵)
یان بالابان – نویسنده، مترجم (۱۹۶۱–۲۰۱۰)
میروسلاو کروبت – کارگردان و بازیگر تئاتر
سیمونا بابچاکووا – بازیگر
آلش والنتا – اسکی‌باز آزاد، قهرمان المپیک
یان هودک – اسکی‌باز اهل چک-کانادا

## شهرهای خواهر
شومپرک با شهرهای زیر خواهرخوانده است:
بد هرسفلد، آلمان
ابریشسدورف، اتریش
مارسن، هلند
میکولوف، چک
نیسا (لهستان)
پریه‌ویدزا، اسلواکی
سولمونا، ایتالیا
واسا، فنلاند

## نگارخانه

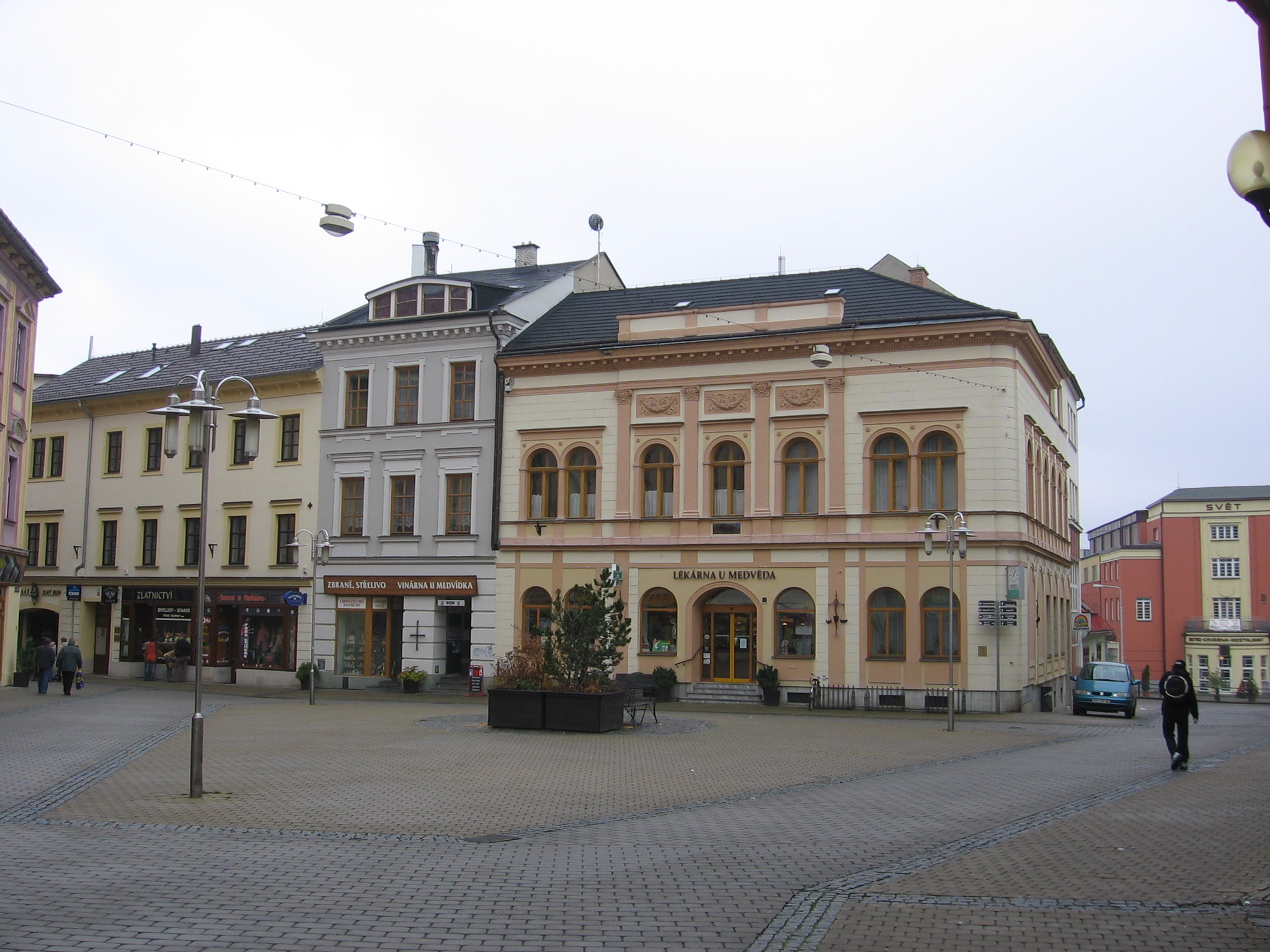
خیابان اصلی شهر
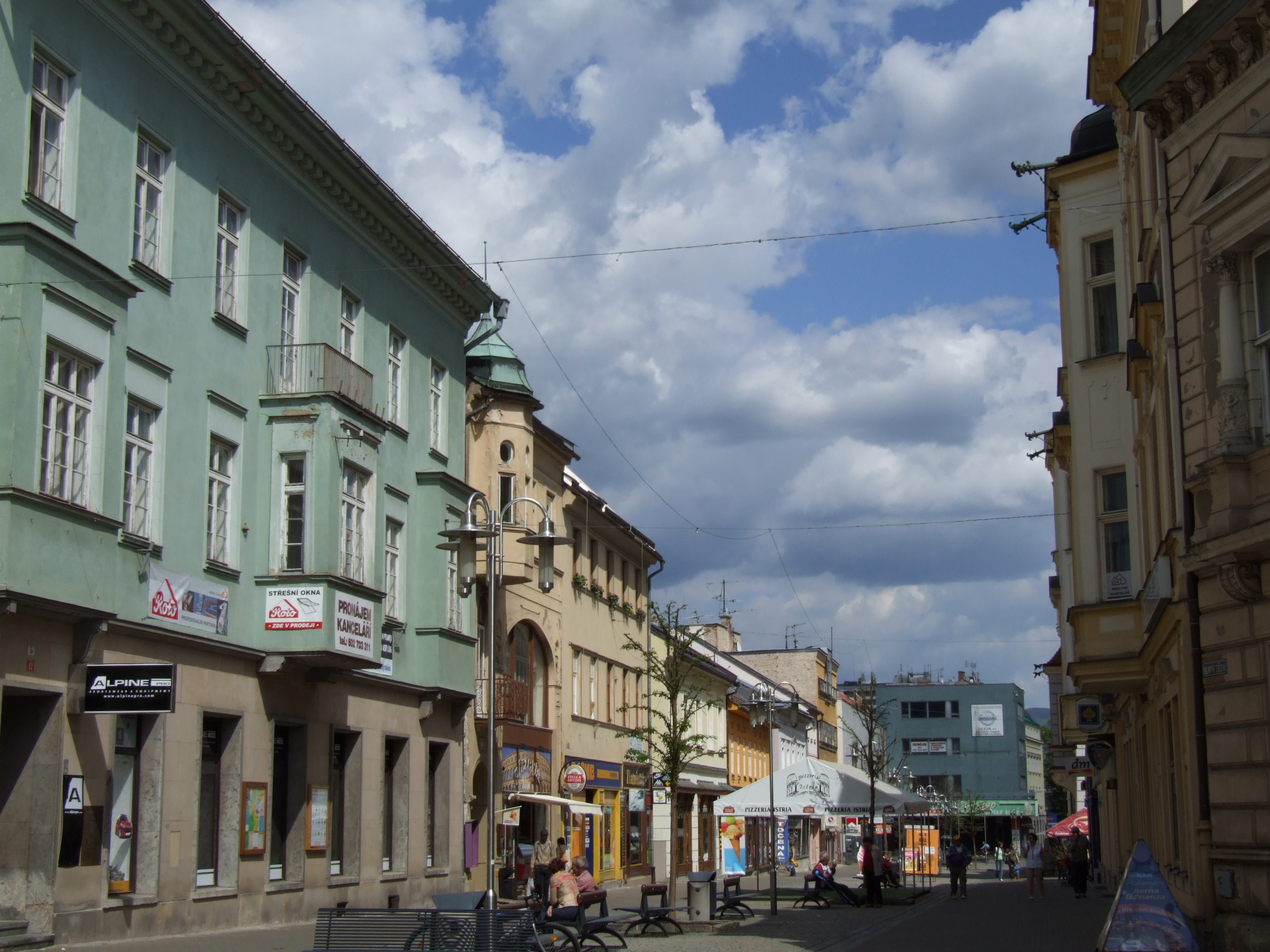
نمایی دیگر از خیابان اصلی
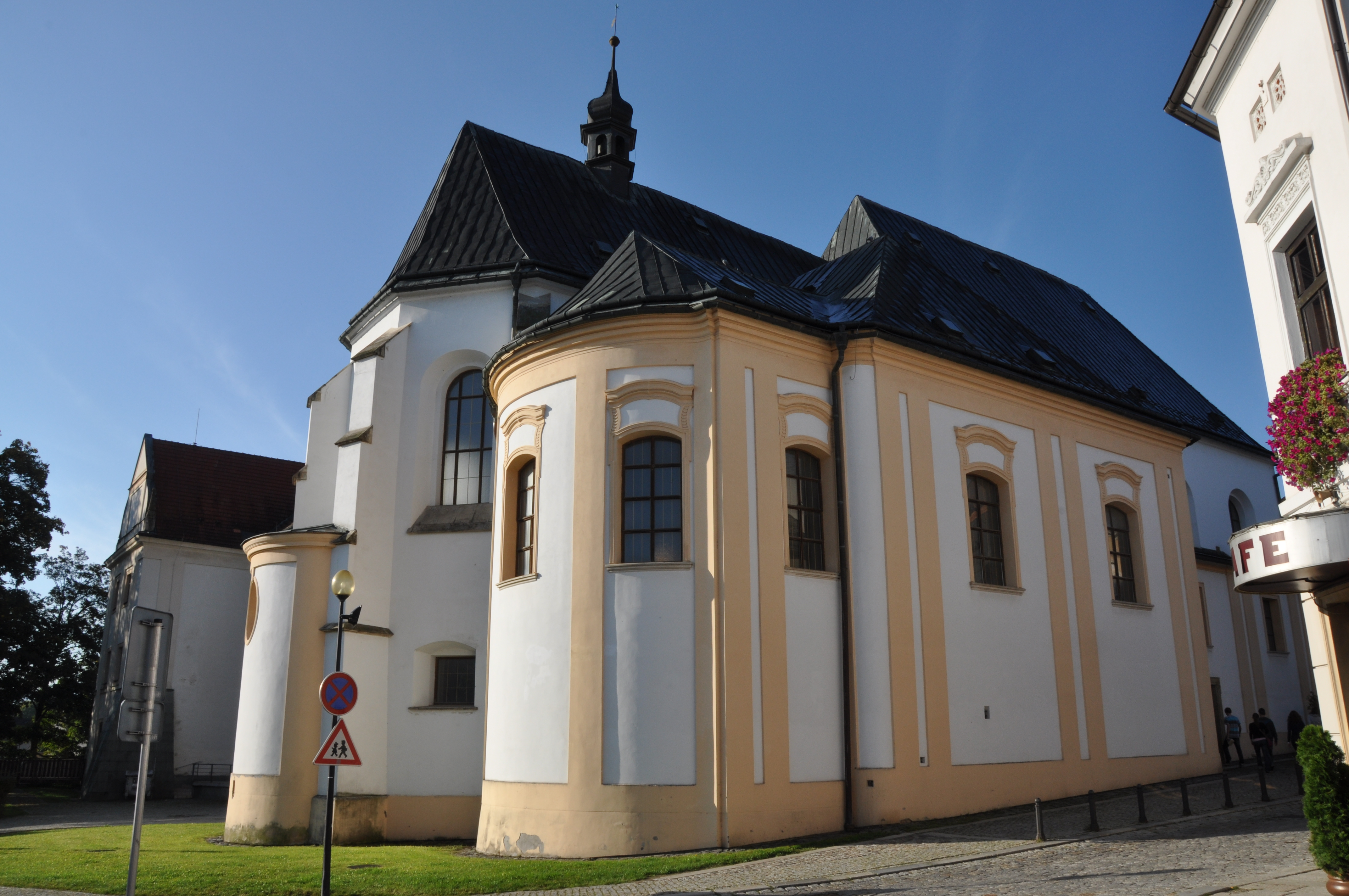
کلیسای سابق بشارت مریم
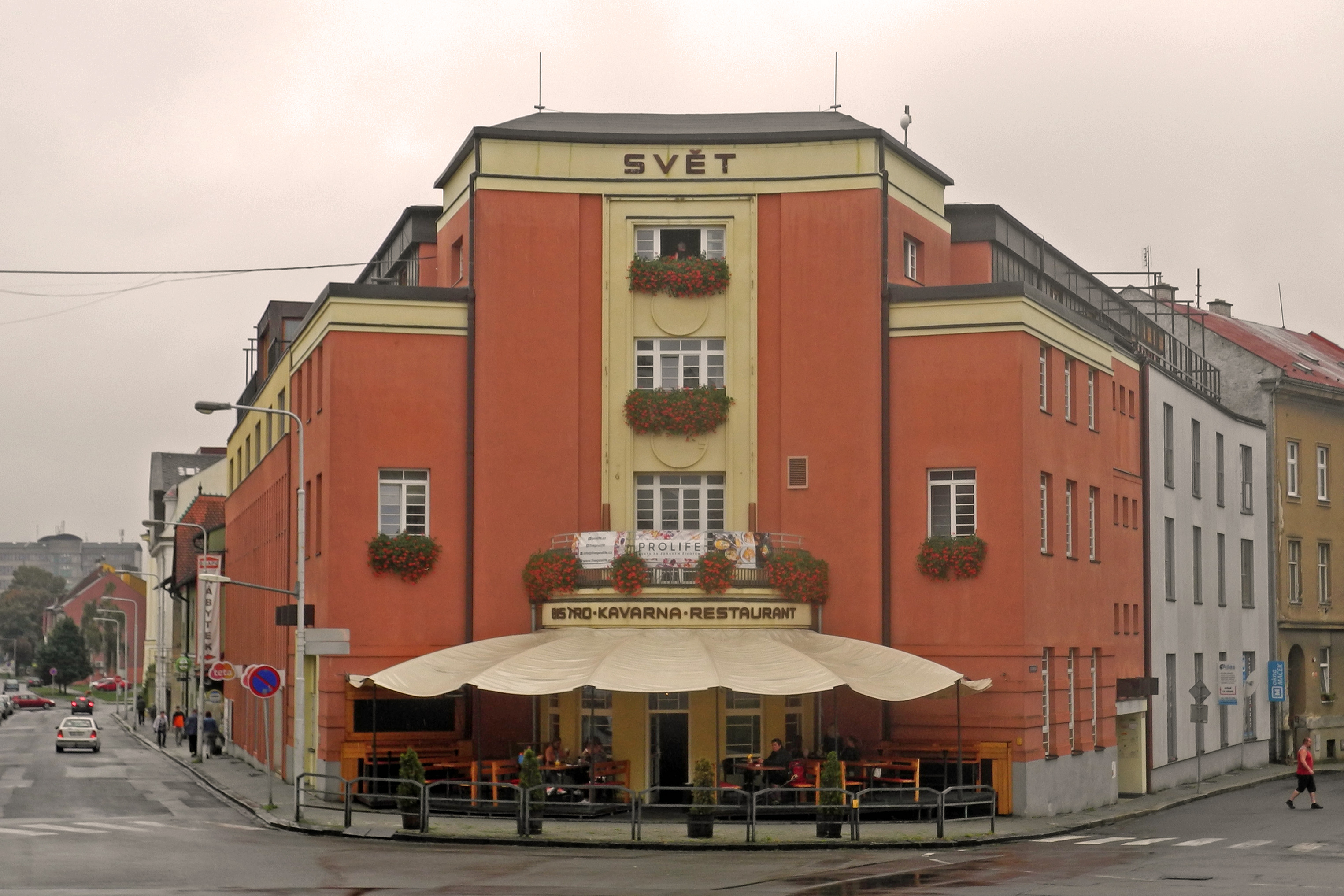
سینمای سابق «سوت»
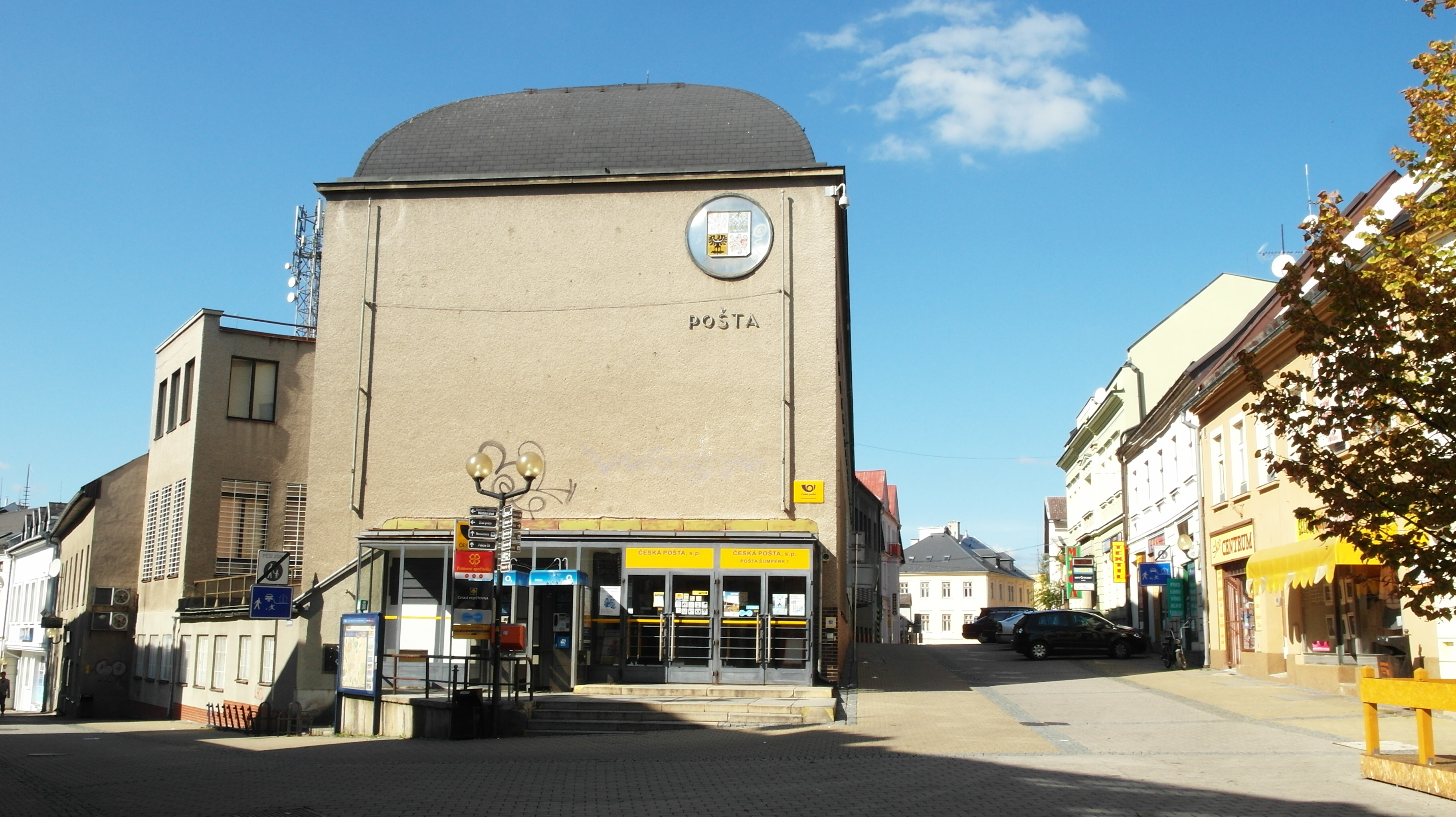
ساختمان پست
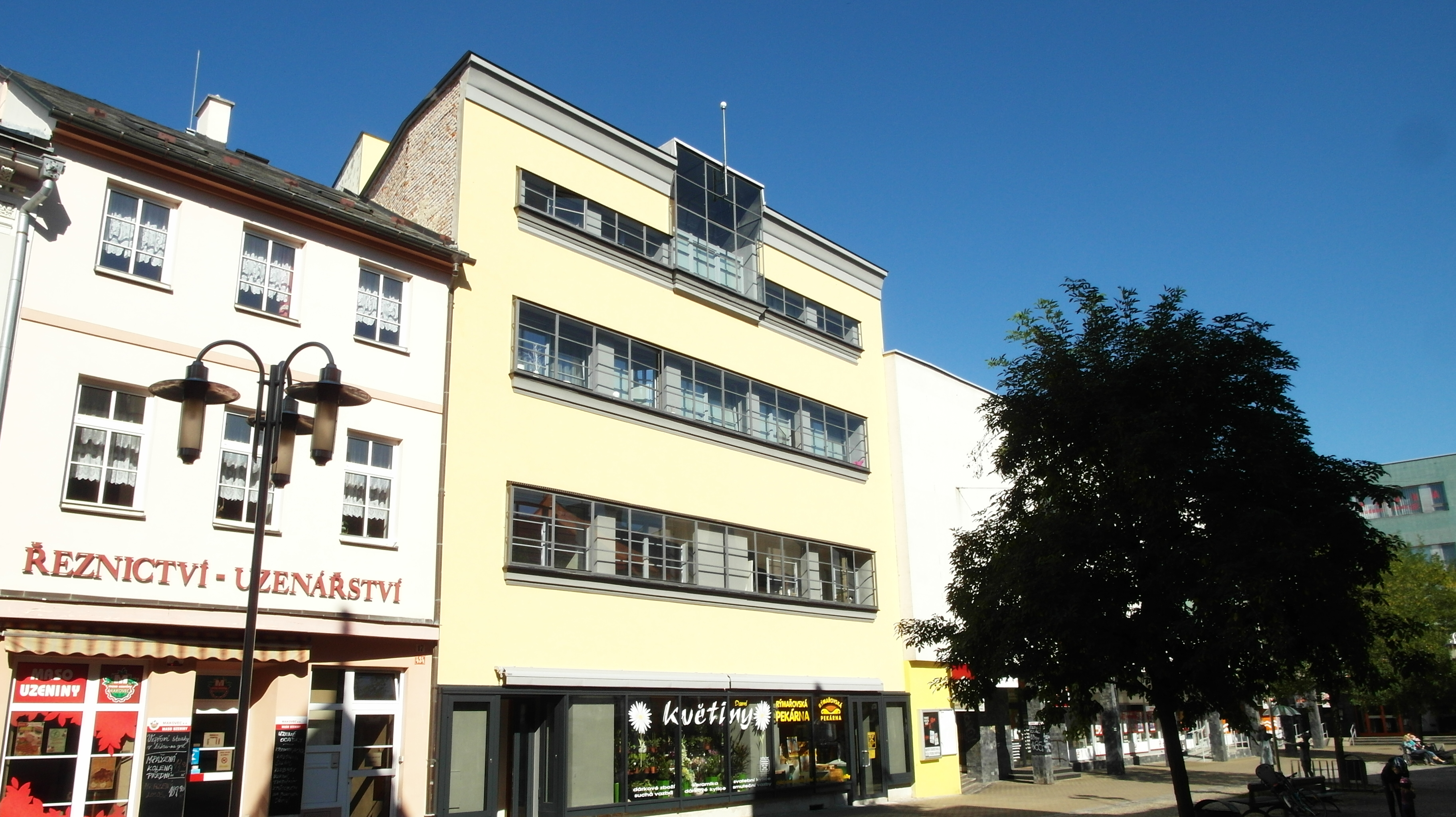
ساختمان تجاری و مسکونی مدرن